# Jan Czerski

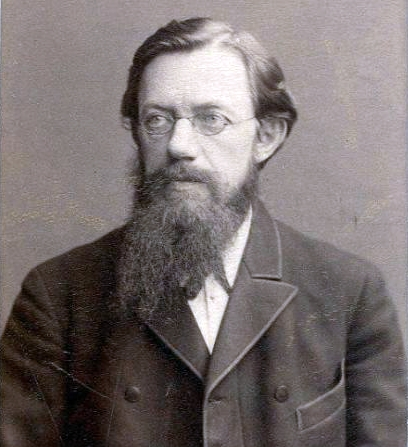
Jan Czerski

Jan Stanisław Franciszek Czerski (em russo:  Иван Дементьевич Черский, Ivan Dementyevich Chersky) (Polónia, 3 de janeiro de 1845–25 de junho de 1892) foi um paleontólogo (osteólogo), geólogo, geógrafo polaco e explorador da Sibéria. Cientista que estudou por conta própria, recebeu três medalhas de ouro da Sociedade Geográfica Russa, e o seu nome foi dado a uma localidade, duas cordilheiras, vários montes, e outros locais.
Em quatro expedições (1877–1881) Czerski explorou o vale do rio Selenga e publicou um estudo sobre o lago Baikal, explicando a origem do lago e apresentado a estrutura geológica da Sibéria Oriental.
Em sua homenagem os montes Chersky, na Sibéria Oriental, levam o seu nome.